# نهر ألفريد
نهر الفريد هو نهر يقع في مقاطعة تاسمان في نيوزيلندا. وهي تمتد من الغرب إلى الجنوب الغربي من مصدرها في جبال سبنسر إلى تقاطعها مع نهر مارويا. وتوجد صخور شيست في النهر والتي تحتوي بداخلها سلسلة من المعادن الغير معقمة والمعقمة.